# 데르비시

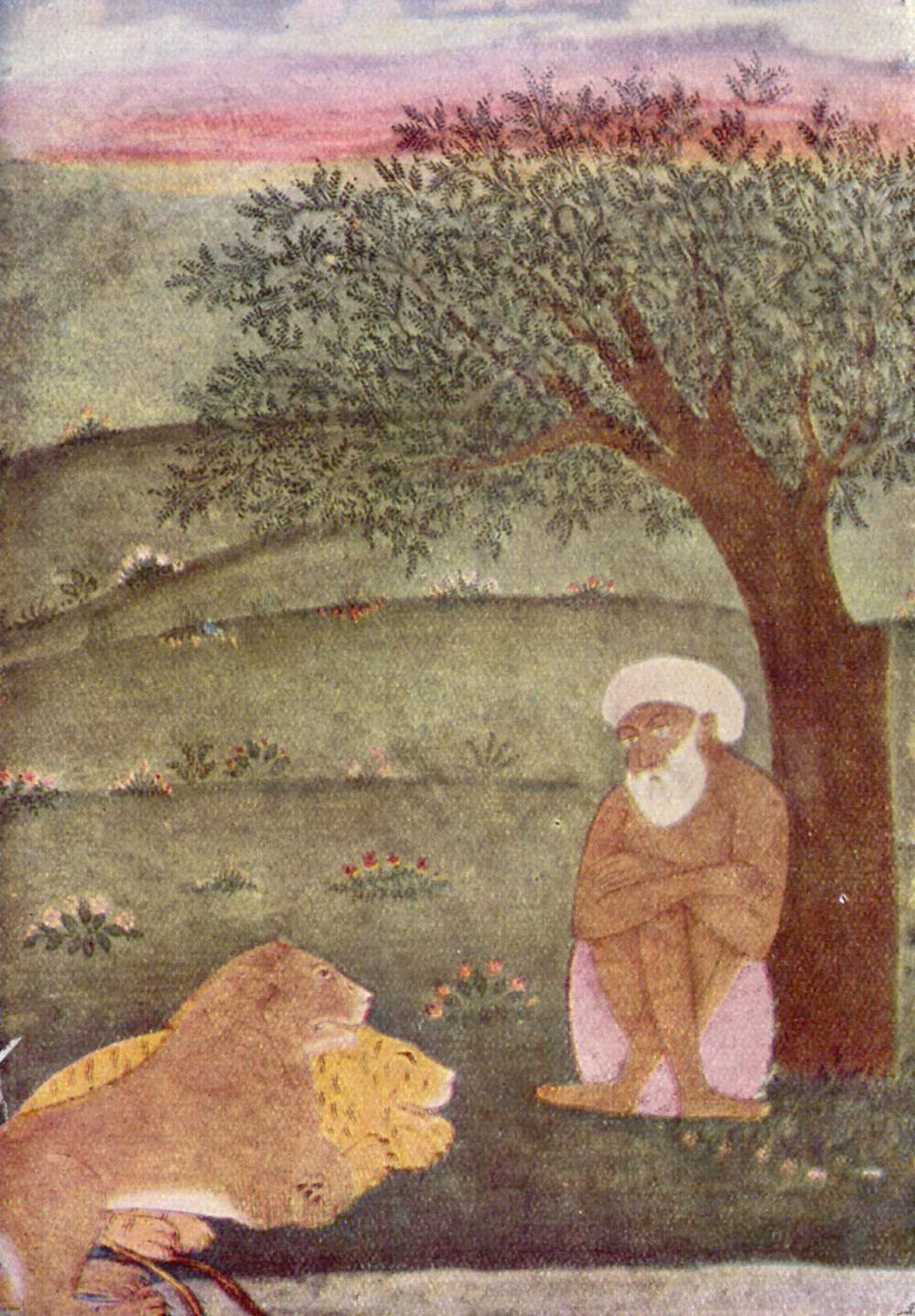
무굴 회화에서 사자와 호랑이와 함께 있는 데르비시 (1650년 경)

데르비시(Dervish, Darvesh, Darwīsh, 페르시아어: درویش, 로마자로 표기: Darvīsh)는 이슬람교에서 넓게는 수피파 타리카(tariqah)의 구성원을 지칭할 수 있으며, 더 좁게는 물질적 빈곤을 선택하거나 받아들인 종교적인 탁발승을 지칭할 수 있다. 후자의 용법은 특히 아랍어 용어 faqīr에 해당하는 베르베르어파(Aderwic)뿐만 아니라 페르시아어와 터키어(derviş)에서 발견된다. 이것들의 초점은 사랑과 봉사라는 보편적 가치에 맞춰져 있으며, 하나님께 다가가기 위해 에고(ego, 즉 nafs)의 환상을 버린다. 대부분의 수피 교단에서 데르비시는 신에게 다가가기 위한 황홀경에 도달하기 위해 육체적 노력이나 종교적 실천을 통해 디크르(dhikr)를 수행하는 것으로 알려져 있다. 가장 인기 있는 수행법은 13세기 신비주의 루미와 관련된 사마(Sama)이다. 민담과 수피즘 지지자들 사이에서 탁발승은 종종 기적을 행하는 능력과 초자연적인 힘을 지닌 것으로 여겨진다. 역사적으로 데르비시라는 용어는 다양한 이슬람 정치 운동이나 군사 단체를 지칭하는 데 더 느슨하게 사용되기도 했다.